# Calliphora arta
Calliphora arta är en tvåvingeart som beskrevs av Hall 1948. Calliphora arta ingår i släktet Calliphora och familjen spyflugor. Inga underarter finns listade i Catalogue of Life.